# Minería de estaño
La minería del estaño empezó en la Edad de Bronce, dado que bronce es una aleación cobre-estaño. El estaño es un elemento de cierta forma raro en la corteza terrestre, con aproximadamente 2 ppm (partes por millón), comparado con el hierro con 50,000 ppm. 

## Historia
La extracción del estaño y uso empezó desde los inicios de la Edad de Bronce alrededor de 3000 A.C, cuando se observó que objetos de cobre formados de mineral polimetálico con diferentes proporciones de metal tenían diferentes propiedades físicas.
Los objetos de bronce más antiguos tenían un contenido de estaño o arsénico menor al 2%, se cree que esto fue resultado de una aleación no intencional al momento de procesar el cobre. Fue rápidamente descubierto que la adición de estaño o arsénico al cobre incrementaba su dureza y su fundición se volvía más fácil de realizar. Esto revolucionó las técnicas de proceso de materiales y dio pie al comienzo de la Edad del Cobre. La explotación de estaño en la antigüedad se enfocaba en depósitos de casiterita.
La primera evidencia de estaño para hacer bronce aparece en los Balcanes alrededor del 3000 A.C. Es aún incierto donde se extrajo estaño por primera vez, dado que los depósitos de estaño son muy raros y la evidencia de extracciones es escasa. El primer sitio de extracción de Europa estaba situado en Erzgebirge en la frontera entre Alemania y la República Checa y data del 2500 a. C. Desde ahí, el estaño era comercializado al norte hacia el mar Báltico y al sur hacia el Mediterráneo siguiendo la ruta del ámbar. El conocimiento de la extracción de estaño se esparció a otros sitios en Europa y evidencia de extracción de estaño empezó a surgir en Devon, Cornualles y en la península ibérica alrededor del 2000 A.C. Esos depósitos vieron mayor explotación cuando cayendo bajo el control de Roma entre el siglo 3 D.C y el siglo 1 A.C. la demanda por estaño creó una larga red entre las culturas mediterráneas de la Antigüedad clásica. Para el periodo Medieval, los depósitos de Iberia y Alemania perdieron importancia y fueron olvidados para dar paso al dominio que empezaron a tener Devon y Cornualles en el mercado de estaño de Europa.
En el Lejano Oriente, el cinturón de estaño se situaba desde la provincia de Yunnan en China hasta la península malaya y empezaron a explotar el mineral entre el tercer y segundo milenio A.C. Los depósitos de Yunnan no fueron minados hasta 700 A.C, pero para el periodo de la dinastía Han estos se habían convertido en la principal fuente de estaño en China de acuerdo a los textos históricos propios de la dinastía.
Otras regiones del mundo desarrollaron la industria minera de estaño mucho tiempo después. En África, el pueblo Bantú extrajo, fundió y exportó estaño entre el siglo 11 y 15 D.C., en América la explotación de estaño empezó alrededor del 1000 AD, en Australia, ésta empezó con el arribo de los Europeos en el siglo 17. 

### Actualidad
Durante la Edad Media y de nueva cuenta en el siglo xix, Cornualles fue el mayor producto de estaño. Esto cambió después de que fueron encontrado depósitos de estaño en Bolivia y en el cinturón del este asiático que parte de China a través de Tailandia y Laos hasta Malasia e Indonesia. Tasmania también tiene depósitos de importancia histórica, en particular Mount Bischoff y Renison Bell.
En 1931, los productores de estaño fundaron el Comité Internacional del Estaño, seguido en 1956 por el Consejo Internacional del Estaño, una institución para controlar el mercado del estaño. Después del colapso del mercado en octubre de 1985, el precio por el estaño cayó a casi la mitad de su precio original.
Hoy en día, la palabra "estaño" es usada como término genérico para referirse a cualquier pieza de metal en forma de laminillas. 

#### Electrónica
Debido a que el estaño se usa para soldar, es crucial para las computadoras y teléfonos inteligentes y otros aparatos electrónicos. (Por ejemplo, la iPad usa 1 a 3 gramos de estaño y en 2 componentes existen más de 7000 puntos de soldadura.) De acuerdo a Apple Inc., el estaño es el metal más común usado por sus proveedores.

## Producción y fundición
En 2006, la producción mundial de estaño fue de 321,000 toneladas. La producción fundida fue de 340,000 toneladas. Desde el nivel de 186,300 toneladas en 1991 en que se había mantenido por décadas, la producción de estaño se incrementó 89% a 351,800 toneladas en 2005. Gran parte del incremento vino de China e Indonesia, llegando a su pique más alto en 2004-2005, cuando se incrementó un 23%. Mientras que en los 70s, Malasia fue el mayor productor, con cerca de la tercera parte de la producción mundial, ésta cayó rápidamente y ahora permanece como centro importante de fundición y comercialización. En 2007, China fue el mayor productor de estaño, donde los depósitos de estaños están concentrados en el cinturón de estaño en el sureste, en Yunnan, con cerca del 43% de la producción mundial, seguido por Indonesia, con una producción similar y Perú en un tercer lugar de acuerdo a la USGS.
La tabla a continuación muestra los países con la mayor producción minera y la mayor producción de material fundido.
| País                            | Producción en minas | Producción fundida |
| ------------------------------- | ------------------- | ------------------ |
| Indonesia                       | 117 500             | 80 933             |
| China                           | 114 300             | 129 400            |
| Perú                            | 38 470              | 40 495             |
| Bolivia                         | 17 669              | 13 500             |
| Tailandia                       | 225                 | 27 540             |
| Malasia                         | 2 398               | 23 000             |
| Bélgica                         | 0                   | 8 000              |
| Rusia                           | 5 000               | 5 500              |
| República Democrática del Congo | 15 000              | 0                  |

Después del descubrimiento del estaño en lo que es hoy Bisie, North Kivu en the República Democrática del Congo en 2002, la producción ilegal se ha incrementado a cerca de 15,000 toneladas. Esto ha impulsado ampliamente los actuales y más recientes conflictos en este país, afectando de esta manera los mercados internacionales. 

### Impacto social y ambiental
En agosto de 2012 un reportaje en Bloomberg Businessweek establecía que la explotación de estaño en la isla indonesia de Bangka se había convertido más peligrosa y destructiva dado que los depósitos de caserita eran más difíciles de encontrar. Cerca de la tercera parte del estaño minado en el mundo ha provenido de Bangka y su isla vecina Belitung al este.
Al paso que las minas de estaño se hacen más profundas, el número de accidentes letales ha aumentado. Aproximadamente un minero por semana murió en Indonesia en 2011 --el doble del año anterior. El bajo salario de los mineros y las operaciones --pico y baldes son frecuentemente el equipamiento usado para recolectar el material y un salario de $5 dólares en un día exitoso de producción --ha significado que medidas de seguridad sean ignoradas.
El drenado cerca de la costa de las islas ha provocado que el sedimento entierre arrecifes donde habitan peces y esto daña la industria pesquera local. Esto sucede a pesar de la prohibición a la producción minera en aguas a menos de 4 millas de la costa de Bangka.